# Yann Apperry
Yann Apperry (1972) è uno scrittore francese.
Ha scritto testi teatrali, libretti d'opera e romanzi.

## Premi
- 2000: prix Médicis per Diabolus In Musica
- 2003: prix Goncourt des lycéens per il romanzo Farrago

## Teatro
- 2002: Mercure apocryphe